# Asterohyptis
Asterohyptis là một chi thực vật có hoa trong họ Hoa môi (Lamiaceae).

## Loài
Chi Asterohyptis gồm các loài: